# Faux col de Restefond
Le faux col de Restefond est un col de montagne alpin à 2 638 mètres d'altitude, sur les flancs du Restefond (2 794 m). Il est emprunté par la route de la Bonette empruntant le col de la Bonette (2 715 m) qui passe légèrement au-dessus du col géographique. Le col de Restefond (2 680 m) est situé à proximité.